# بيان الفرقة الناجية (كتاب)
كتاب بيان الفرقة الناجية أو حديث الافتراق هو شرح للحديث المشهور المروي في السُنن والمسانيد وَلَفْظُهُ {افْتَرَقَتْ الْيَهُودُ عَلَى إحْدَى وَسَبْعِينَ فِرْقَةً كُلُّهَا فِي النَّارِ إلَّا وَاحِدَةً وَافْتَرَقَتْ النَّصَارَى عَلَى اثْنَتَيْنِ وَسَبْعِينَ فِرْقَةً كُلُّهَا فِي النَّارِ إلَّا وَاحِدَةً وَسَتَفْتَرِقُ هَذِهِ الْأُمَّةُ عَلَى ثَلَاثٍ وَسَبْعِينَ فِرْقَةً كُلُّهَا فِي النَّارِ إلَّا وَاحِدَةً} و بيان الفرق المختلفة والأصل الذي خالفت به أهل السنة ومدى قُربها أو بعدها من مقالتهم.

## الغرض من تأليف الكتاب
في مقدمة الرسالة يقول مدون كلام شيخ الإسلام ابن تيمية أن سبب تأليفه للكتاب أنه سأله بعض طلابه عن هذا الحديث عَنْ قَوْلِهِ صَلَّى اللَّهُ عَلَيْهِ وَسَلَّمَ «تَفْتَرِقُ أُمَّتِي ثَلَاثَةً وَسَبْعِينَ فِرْقَةً». مَا الْفِرَقُ؟ وَمَا مُعْتَقَدُ كُلِّ فِرْقَةٍ مِنْ هَذِهِ الصُّنُوفِ؟ .
فكان غرض الشيخ بيان هذا الحديث والكلام عن الافتراق الواقع بين أمة الإسلام.

## معلومات عن الكتاب
يقع الكتاب في المجلد الثالث من مجموع الفتاوى, تحقيق عبدالرحمن بن محمد بن قاسم الذي نشره مجمع الملك فهد لطباعة المصحف الشريف. 
بدأ الكتاب بتناول الحديث وألفاظه المختلفة وبيان أن المقصود بالفرقة الناجية هم أهل السُّنة والجماعة وبين أن بعض الناس ربما ينشغل بتعيين باقي الفرق التي وصفها النبي بأنها في النار وتحديد إسمها  وهذا قول بلا علم ولا دليل وربما دخله الهوى فتعين بعض الفرق خصومها ضمن أهل الفرق النارية بلا بينة أو دليل.
و ذكر أن أولى الناس بالفرقة الناجية هم أهل السنة الذين ليس لهم متبوع يتعصبون له إلا الرسول صلى الله عليه وسلم ثم بين بعض صفاتهم ومنهجهم في التعامل مع القضايا المُشْكِلة في الصفات والقدر و الوعيد والأمر بالمعروف والنهي عن المنكر.
ثم انتقل المؤلف إلي توضيح رأيه في البدع وبيان الفرق المبتدعة ومُبتدأ ظهورها ويوضح ابن تيمية أن الفرق بين البدعة والخطأ أن صاحب البدعة يميز بدعته ويجعلها شعاراً له يفارق به جماعة المسلمين فيوالي ويعادي عليها أما صاحب الخطا فلا يجعل خطأه سبباً للتفريق والتمييز عن جماعة المسلمين بالموالاة والمعاداة فيه.
يرى ابن تيمية أن أول فرقة مبتدعة ظهرت في الإسلام هي فرقة الخوارج .
ثم بين بعض علماء السلف الذين تكلموا في تضليل الفرق المبتدعة وتكلم عن الجهمية موضحاً اختلاف السلف في تكفيرهم عكس باقي الفرق التي لم يُكفرها السلف وهذا بحسب رأيه لشناعة قول ورأي الجهمية.
ثم تناول قاعدة كلية في باب التكفير وهي أن الكافر عند الله ويظهر الإسلام لابد ان يكون منافقاً من أظهر قولا أو فعلا خلاف الحق وهو مسلم مؤمن بقلبه فلا يكون كافراً أبدا بل مخطيء أو عاصي أو فاسق، موضحاً أن القول قد يكون كفراً ولا يكفر صاحبه لجهله أو تأويله .
ثم بين في آخر الكتاب أصول الفرق التي يراها مبتدعة والأصل الذي خالفت فيه أهل السنة والجماعة و عقد مقارنة بين هذة الفرق من حيث قُربها أو بعدها عن أهل السنة والجماعة فبين قول الخوارج و الرافضة و القدرية و المعتزلة و المرجئه.
و للكتاب شرح صوتي للشيخ يوسف الغفيص.